# Edna Best
Edna Clara Best (ur. 3 marca 1900 w Hove zm. 18 września 1974 w Genewie) – brytyjska aktorka filmowa, teatralna i telewizyjna.

## Wybrana filmografia
film
- 1930: Escape jako dama z półpaścem
- 1934: Człowiek, który wiedział za dużo jako Jill Lawrence
- 1940: Szwajcarska rodzina Robinsonów jako Elizabeth Robinson
- 1947: Duch i pani Muir jako Martha Huggins
- 1948: Żelazna kurtyna jako pani Albert Foster

seriale
- 1948: The Philco Television Playhouse
- 1950: Pulitzer Prize Playhouse
- 1951: Celanese Theatre

## Wyróżnienia
Posiada swoją gwiazdę na Hollywoodzkiej Alei Gwiazd.